# Natação nua

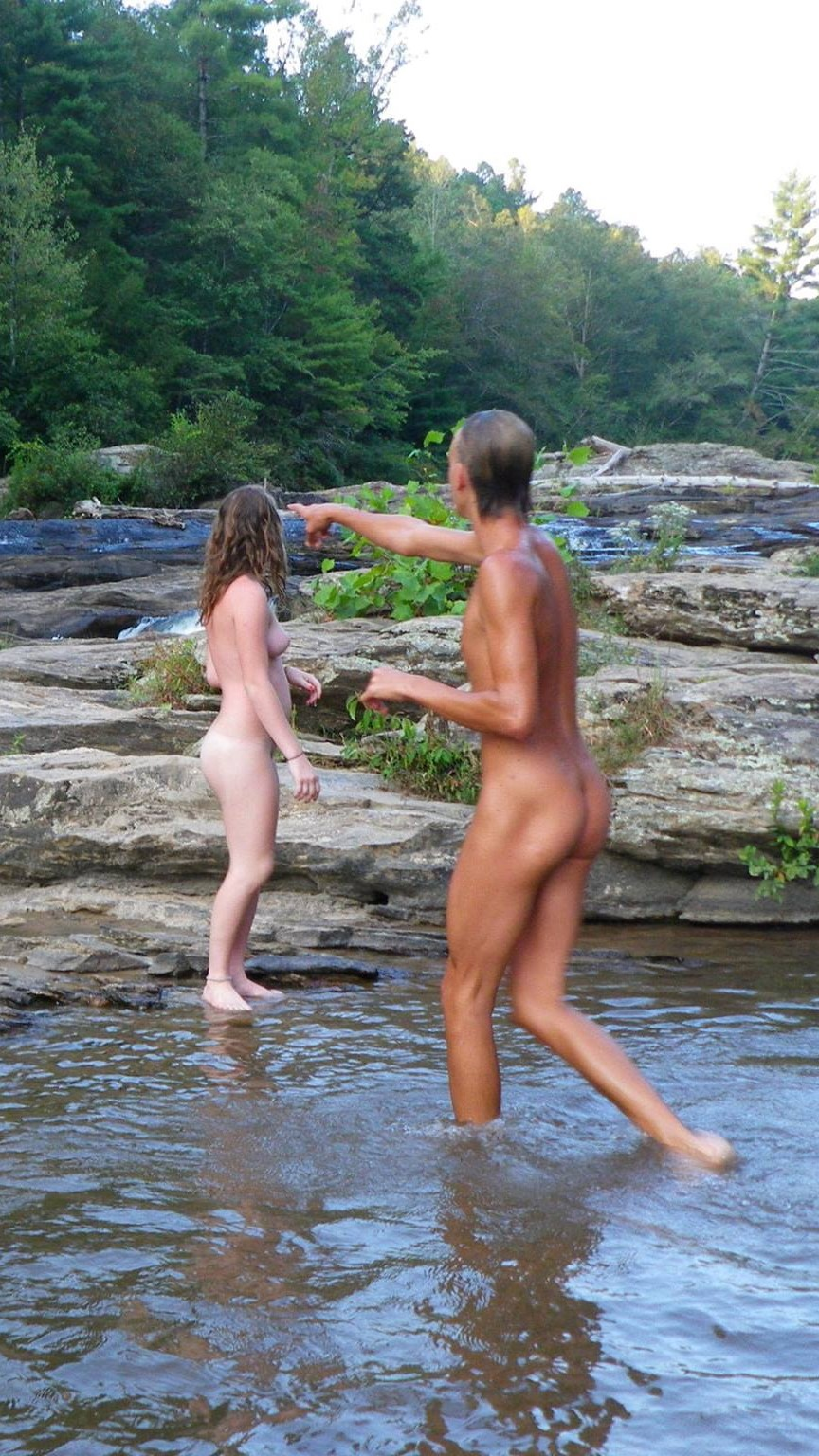
Natação nua na Flórida em 2013.

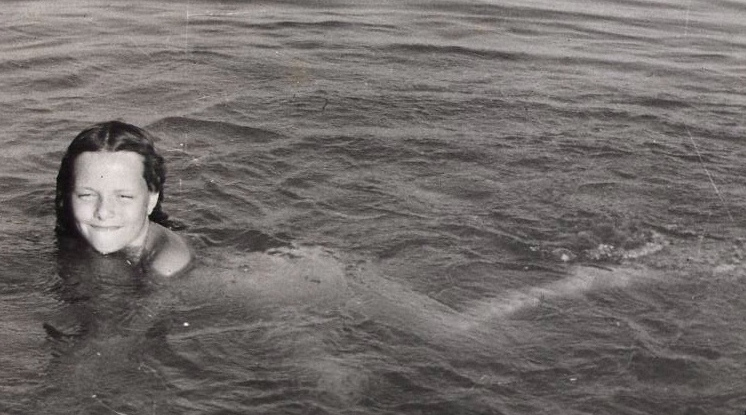
Uma rapariga despida nada num lago, em 1942.

Natação nua (em inglês: skinny dipping) é a prática de nadar nu, originalmente em corpos de água naturais, porém mais recentemente, em piscinas ou banheiras de hidromassagem. A convenção social generalizada e a prática hoje é para que os nadadores, especialmente em lugares públicos, vistam um traje de banho. A maioria dos países não tem leis específicas que proíbam a natação nua, e a prática é regulada em grande parte por convenções e práticas sociais. A maioria da natação nua atualmente ocorre em praias de naturismo, ou em instalações naturistas, áreas públicas segregadas de natação ou em piscinas privadas. Alguns países em todo o mundo consideram a natação nua como nudez pública, que é tratada em uma variedade de formas, que vão desde a tolerância até à aplicação rigorosa das proibições contra a prática.
O termo skinny-dip foi registrado pela primeira vez em inglês em 1947 e é mais comummente usado nos Estados Unidos.